# Potamoceratodus
Potamoceratodus is een geslacht van uitgestorven longvissen dat leefde tijdens het Laat-Jura in wat nu Colorado, Verenigde Staten is. Het werd benoemd in 2010 door Jason D. Pardo, Adam K. Huttenlocker, Bryan J. Small en Mark A. Gorman II
De typesoort Ceratodus guentheri werd in 1878 benoemd door Othniel Charles Marsh. De soortaanduiding eert Albert Günther. Het holotype is YPM 205, een tandplaat van het pterygoïde.
Na de vondst in 1997 van specimen DMNH 40179, een schedeldak met verhemelte, werd een nieuw geslacht benoemd. Het combineert het oude Ceratodus, 'hoorntand', met het Grieks potamos, 'rivier', als verwijzing naar de rivierafzetting waar de fossielen gevonden zijn.
Potamoceratodus is middelgroot. Het schedeldak is relatief breed en vlak.